# Jean Frangipani

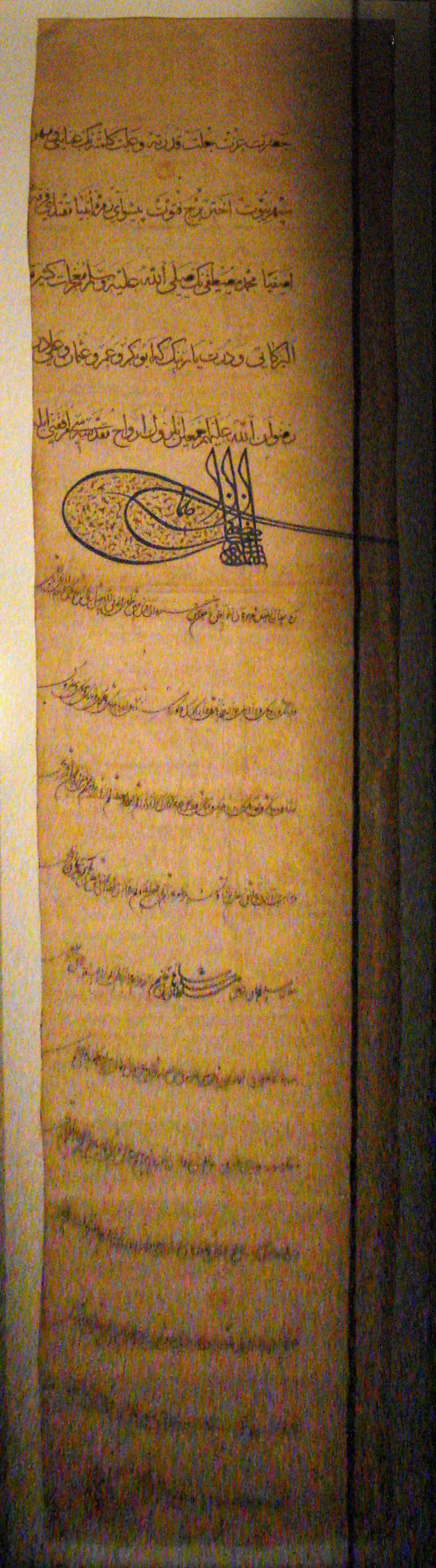
Lettre de Soliman le Magnifique adressée à François 1er et portée par l'intermédiaire de Jean Frangipani.

Jean Frangipani est un noble d'origine croate qui fut un diplomate du royaume de France auprès de l'Empire ottoman sous le règne de François 1er.

## Contexte géopolitique
François Ier est prisonnier à Madrid lorsque les premiers efforts visant à établir une alliance franco-ottomane sont engagés. Une première mission française auprès de Soliman le Magnifique semble avoir été envoyée immédiatement après la désastreuse bataille de Pavie par la mère de François Ier, Louise de Savoie, mais la mission se perd sur le chemin de la Bosnie. En décembre 1525, une deuxième mission est envoyée, sous la direction du diplomate Jean Frangipani, et parvient à atteindre la Sublime Porte de Constantinople, la capitale ottomane, avec des lettres secrètes demandant la libération de roi François Ier et l'attaque des Habsbourg. Frangipani revient avec une réponse de Soliman le 6 février 1526 :
«  (...) Vous avez envoyé à ma Porte, refuge des souverains, une lettre par votre fidèle agent Frangipani, et vous lui avez en outre confié diverses communications orales ; vous m'avez informé que l'ennemi a vaincu votre pays, et que vous êtes à présent en prison et captif, et vous avez demandé ici assistance et secours pour votre délivrance. (...) Prenez alors courage, et ne soyez pas consterné. Nos glorieux prédécesseurs et nos illustres ancêtres (que Dieu illumine leurs tombes !) n'ont jamais cessé de faire la guerre pour repousser l'ennemi et conquérir ses terres. Nous avons nous-mêmes suivi leurs traces, et avons conquis en tous temps des provinces et des citadelles de grande puissance, et difficiles d'approche. Nuit et jour, notre cheval est sellé et notre sabre est ceint. Puisse Dieu aux Cieux promouvoir la vertu ! Que sa volonté soit faite ! Pour le reste, interrogez votre ambassadeur, et soyez informé. (...)  »
— Soliman Ier, Réponse à François Ier de France, février 1526
La demande du roi de France rencontre les ambitions de Soliman en Europe, et l'incite à attaquer le royaume de Hongrie en 1526, ce qui aboutit à la bataille de Mohács. Les Ottomans sont également très attirés par le prestige d'une alliance avec un pays comme la France, qui accroîtrait leur légitimité dans leurs possessions européennes.
En 1534, François Ier envoie un premier ambassadeur officiel en la personne de Jean de La Forest.